# Ágis (Peônia)

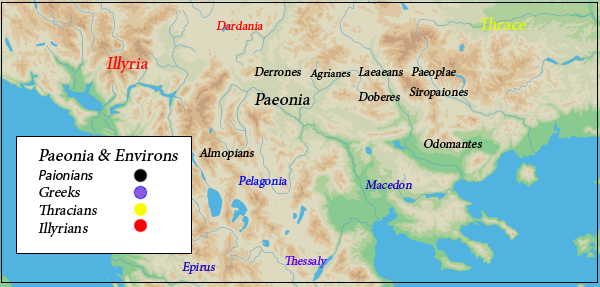
Peônio, tribos e arredores

Ágis (em grego:  Ἄγις; falecido em 358 a.C.) foi fundador e rei do reino peônio. Contemporâneo de Filipe II da Macedônia, Agis foi um pretendente ao trono da Macedônia em um momento de instabilidade. Seu sucessor foi Liceio. 